# Société des guides du Cervin
 (juin 2023).
Si vous disposez d'ouvrages ou d'articles de référence ou si vous connaissez des sites web de qualité traitant du thème abordé ici, merci de compléter l'article en donnant les références utiles à sa vérifiabilité et en les liant à la section « Notes et références ».
La Société des guides alpins du Cervin est un organisme qui regroupe des professionnels de la montagne (guides et accompagnateurs en montagne), dont le siège se situe à Breuil-Cervinia. Elle a pour vocation principale l'accompagnement de clients en haute montagne, essentiellement sur le versant italien du Cervin.

## Histoire

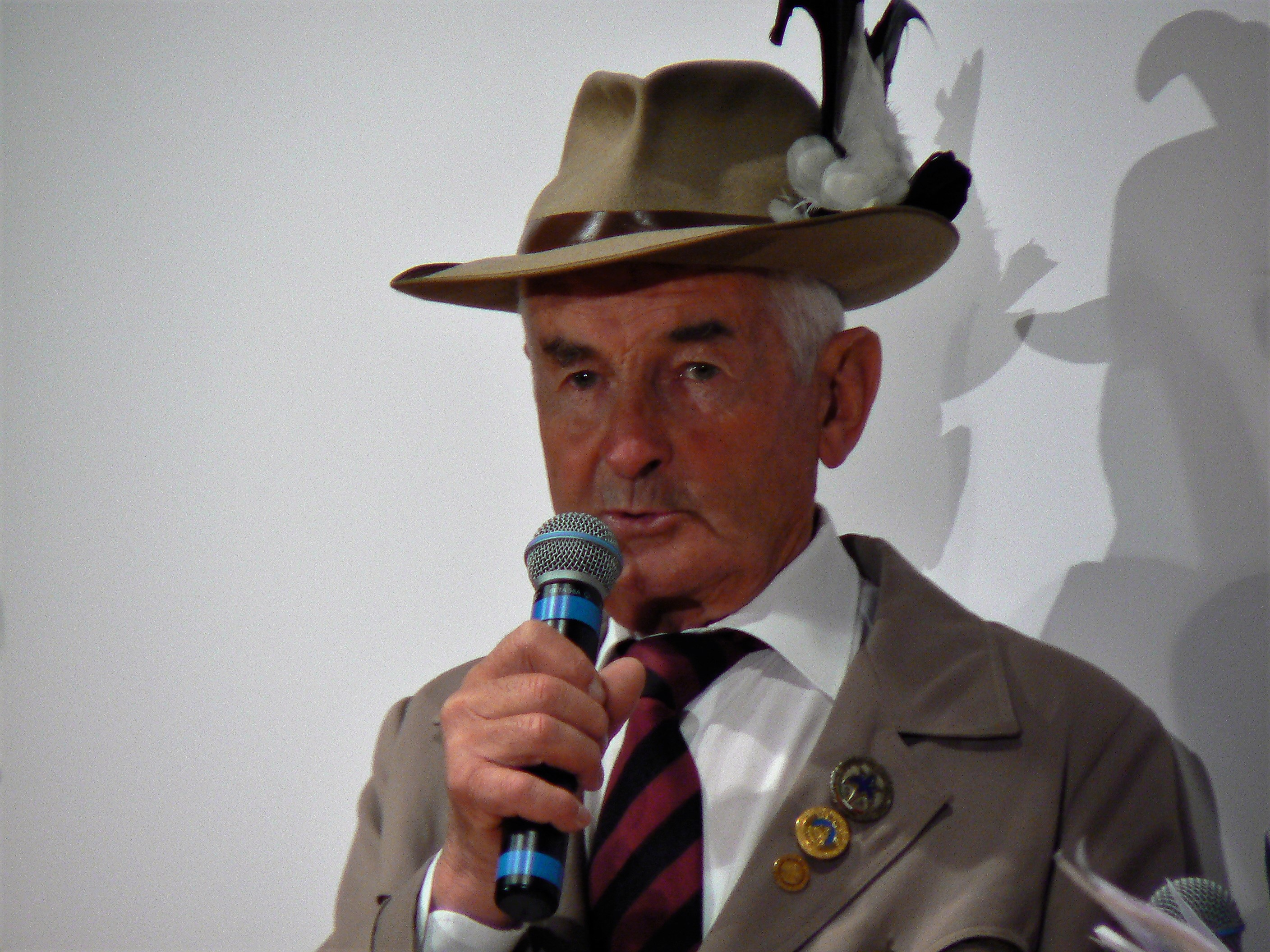
Le guide Antoine Carrel au festival Cinemountain 2011.

La Société a été créée le 17 juillet 1865 à la suite de la conquête italienne du Cervin par les guides valtournains Jean-Antoine Carrel, Jean-Baptiste Bich, Jean-Augustin Meynet et Amé Gorret.
La tradition des guides alpins breuilliençois remonte aux premières ascensions effectuées par Jean-Antoine Carrel en Amérique du Sud, parmi lesquelles figure la première du Chimborazo, jusqu'aux années 1950, 1960 et 1970, grâce au soutien du mécénat Guido Monzino.
La Société des guides du Cervin effectue des ascensions également dans l'Himalaya, au Népal, en Patagonie, en Afrique et en Alaska.

## Organisation
Elle compte en 2013 environ quarante associés.

## Refuges et bivouacs
La Société des guides du Cervin possède et gère les refuges et bivouacs suivants, tous situés aux environs du Breuil dans le haut Valtournenche :
- Refuge Guides du Cervin
- Refuge Jean-Antoine Carrel
- Refuge Perucca-Vuillermoz
- Refuge Laura Florio
- Refuge Giorgio et Renzo Novella
- Bivouac Camillotto-Pellissier
- Bivouac Enzo et Nino Benedetti
- Bivouac Oreste Bossi
- Bivouac Paoluccio
- Bivouac Paolo Perelli Cippo
- Bivouac Renzo Rivolta

## Le musée
Inauguré le 13 août 2012 et situé auprès du Bureau des guides à Breuil-Cervinia, le Musée des Guides du Cervin est dédié au trekking et à l'alpinisme. Au musée est associée la Cabane Louis-Amédée de Savoie.